# Henry Huttleston Rogers

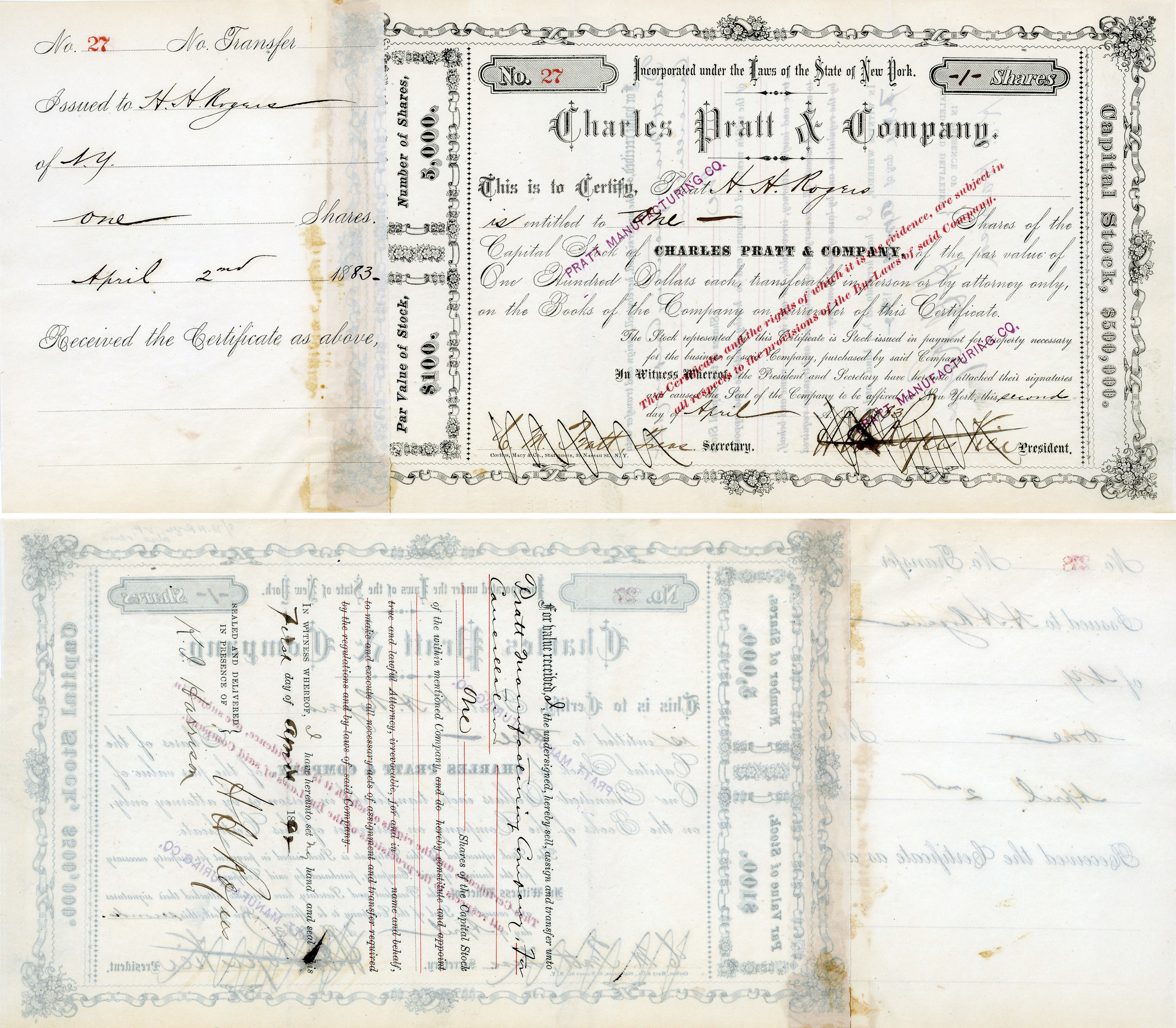
Action de Charles Pratt & Company de 100 $, émise le 2 avril 1883 à New York au nom de H. H. Rogers et endossée de sa signature au verso

Henry Huttleston Rogers (29 janvier 1840 - 19 mai 1909) est un capitaliste, homme d'affaires et industriel du pétrole (Standard Oil), financier et philanthrope américain. Spécialiste de l'huile d’éclairage, il fut d'abord l'associé de Charles Pratt puis, comme lui, devint l'un des principaux actionnaires de la Standard Oil.
Rogers venait de mettre au point une colonne de distillation permettant d'extraire le naphtalène du pétrole brut lorsqu'en 1866, il fit la connaissance de Charles Pratt, grossiste en huile d'éclairage, qui se l'associa. En 1874, à la suite du scandale de South Improvement Co., John D. Rockefeller offrit à Pratt et Rogers de rejoindre le capital de la Standard Oil. Rogers s'imposa comme l'un des principaux ingénieurs de la compagnie : il conçut l'idée d'acheminer le pétrole brut par conduite forcée (pipeline), plutôt que par wagons-citernes. Dans les années 1880, il diversifia ses investissements, achetant des actions sur les mines de cuivre, la sidérurgie, la banque, le chemin de fer et surtout l'industrie du gaz de charbon avec Consolidated Gas Company. Lorsque, dans les années 1890, Rockefeller se retira de la direction de la Standard Oil, Rogers en devint l'un des directeurs. En 1899, avec Rogers, il mit sur pied un trust : Amalgamated Copper, qui prit une part dominante sur le marché des câbles électriques. Sa dernière entreprise fut la desserte des mines de charbon de Virginie Occidentale par la Virginian Railroad. Vers 1890, il se lança dans la philanthropie, et se lia d'amitié avec les écrivains Mark Twain et Booker T. Washington.

« C’est un homme double que Rogers. Intraitable en affaires, il se montre affable et même généreux en privé ; à soixante ans, il est, selon Ida Tarbell, à tous égards l'homme le plus élégant et le personnage le plus distingué de Wall Street (...) Rogers se délectait de « rouler » ses contemporains et de jouir de toute l'autorité que confère la fortune ; néanmoins, il n'atteignit les sommets qu'au moment où l’âge d'or des self made men le cédait à l'ère progressiste, de sorte que ses appétits de puissance se heurtèrent aux réformes sociales et aux nouvelles méthodes du travail auxquelles aspirait le XXe siècle naissant. »

— Eugene L. Huddleston,  "Rogers, Henry Huttleston"